# دلروی لیندو
دلروی لیندو (به انگلیسی: Delroy Lindo) بازیگر انگلیسی و متولد ۱۸ نوامبر ۱۹۵۲ است.

## گزیدهٔ نقش‌آفرینی‌ها
- یکه‌تاز
- سرقت در ۶۰ ثانیه
- بالا
- پیکان‌های شکسته
- شورتی را بگیرید
- کلاکرز
- کروکلین
- مالکوم ایکس
- صحرا
- باور
- آخرین قلعه
- دومینو
- رومئو باید بمیرد
- خون‌بها
- یک زندگی کمتر معمولی
- قوانین خانه سایدر
- نقطه فروپاشی
- هسته
- کنگو
- آقای جونز
- کشمکش خوب
- سلام جوگر
- برنده
- فرشته روشن